# HSUPA
A HSUPA (mozaikszó az angol High-Speed Uplink Packet Access kifejezésből, tükörfordításban „nagysebességű csomagfeltöltési hozzáférés”) egy harmadik generációs mobilkommunikációs protokoll, a világszerte előszeretettel használt HSDPA mobil adatkapcsolati technológia párja. A HSUPA a használt eszközöktől függően 0,7-1,4-2-5,7 Mbit/s maximális feltöltési sebességű adatátvitelre képes.
A feltöltés sebességét több tényező befolyásolja:
- Bázisállomás konfigurációja, átviteli kapacitása
- Rádiós környezet minősége ( interferencia, jel-zaj viszony stb. )
- Felhasználók száma az adott cellában
- Felhasználó által használt eszköz típusa
- Felhasználó távolsága az adótoronytól, illetve a felhasználó sebessége ( áll, vagy mozgásban van a mobil terminál )

## Hazai helyzet
Magyarországon két mobilszolgáltató üzemeltet HSUPA hálózatot. Ezek lefedettsége megegyezik a HSDPA lefedettségével (alább). Az 1,45 Mbit/s-os technológia üzemel.